# Assunção Esteves
Assunção Esteves, född 1956 i Valpaços, Portugal, är en portugisisk politiker och talman för det portugisiska parlamentet, Assembleia da República, sedan juni 2011.
Hon är utbildad jurist och har varit ledamot av Europaparlamentet för 
Partido Social Democrata perioden 2004-2009.